# Ahrensee und nordöstlicher Westensee
Ahrensee und nordöstlicher Westensee ist ein Naturschutzgebiet in den schleswig-holsteinischen Gemeinden Achterwehr, Felde, Westensee, Rodenbek und Mielkendorf im Kreis Rendsburg-Eckernförde.

## Beschreibung

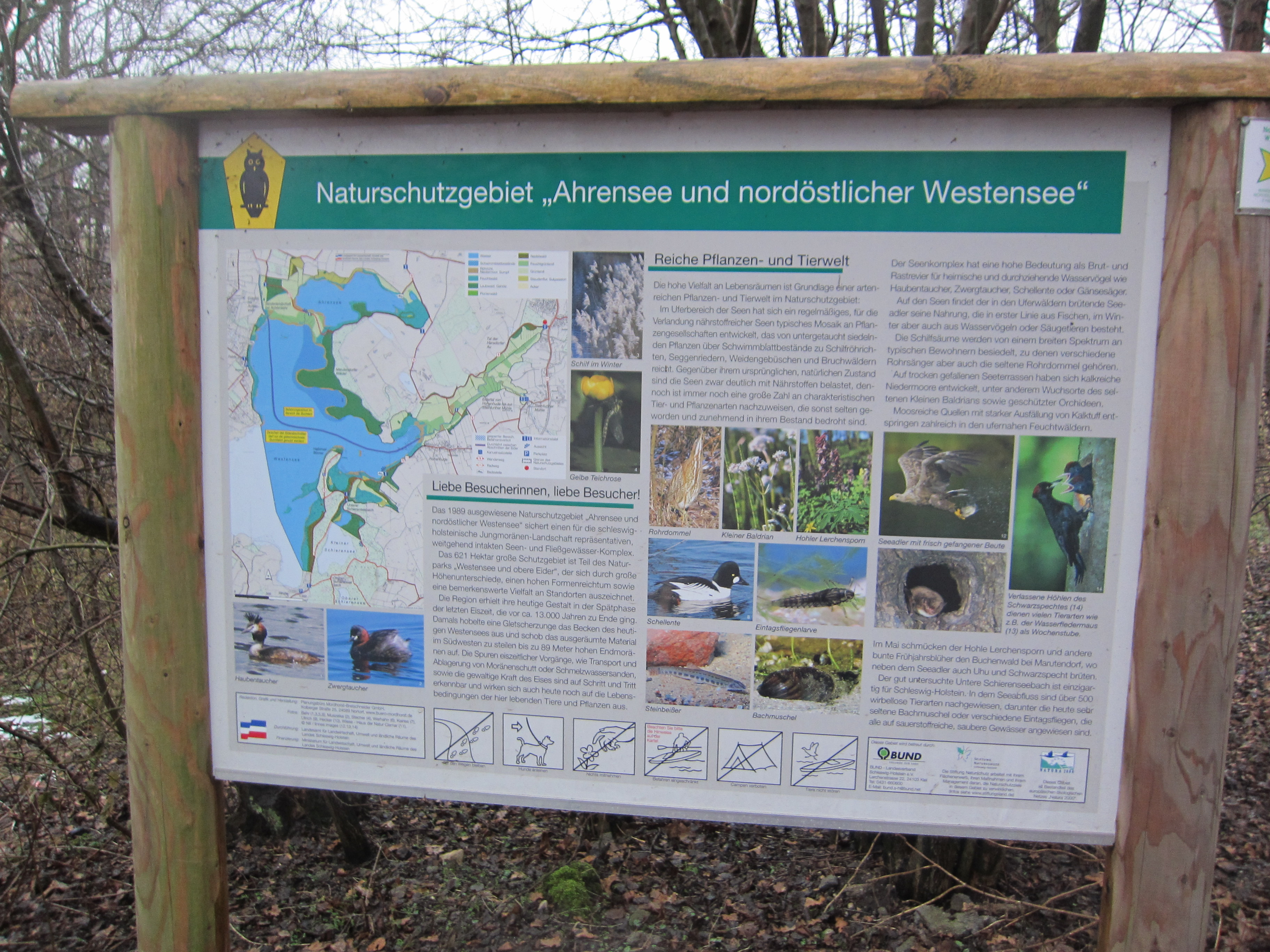
Ahrensee und nordöstlicher Westensee (Informationsschild)

Das rund 621 Hektar große Naturschutzgebiet ist unter der Nummer 140 in das Verzeichnis der Naturschutzgebiete des Ministeriums für Landwirtschaft, Umwelt und ländliche Räume eingetragen. Es wurde Ende 1989 ausgewiesen (Datum der Verordnung: 22. Dezember 1989). Es ist Bestandteil des FFH-Gebietes „Gebiet der Oberen Eider incl. Seen“ sowie nahezu deckungsgleich mit dem 628 Hektar großen EU-Vogelschutzgebiet „NSG Ahrensee und nordöstlicher Westensee“. Es grenzt an das Landschaftsschutzgebiet „Westenseelandschaft“, im Osten auch an das Landschaftsschutzgebiet „Kieler Förde-Umgebung“. Zuständige untere Naturschutzbehörde ist der Kreis Rendsburg-Eckernförde.

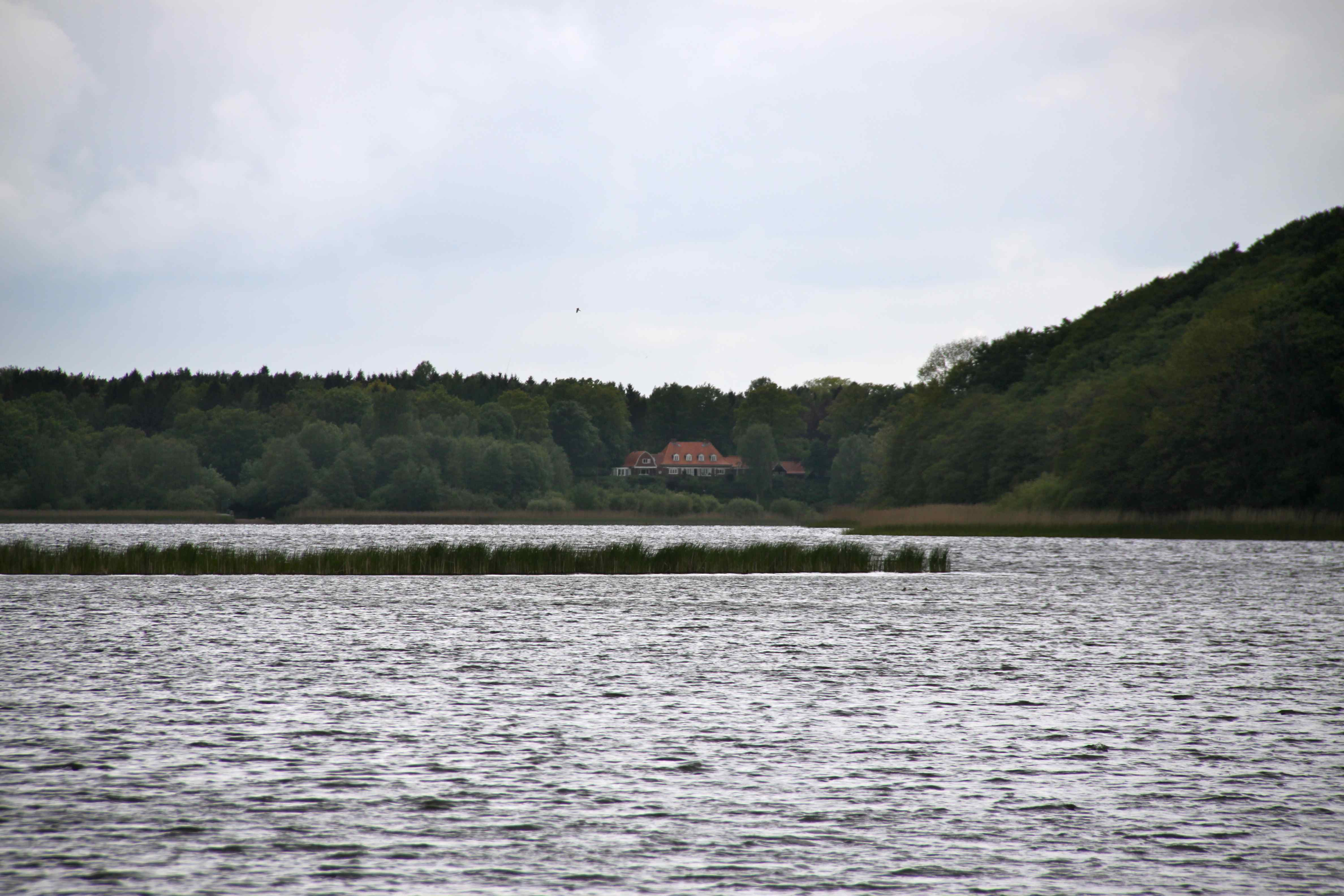
Ahrensee von der Hohenhuder Seite Richtung Gut Marutendorf

Das Naturschutzgebiet liegt westlich von Kiel im Nordosten des Naturparks Westensee. Es umfasst den Ahrensee, einer ehemaligen Bucht des Westensees, der von diesem durch eine flache, etwa 150 Meter breite Landbrücke getrennt ist, den nordöstlichen Teil des Westensees und den nördlichen Teil des Kleinen Schierensees, jeweils mit Ufersäumen und angrenzenden Flächen, das Schierenbachtal, das Eidertal zwischen Steinfurth und Hohenhude und den Hansdorfer Graben südwestlich von Schönwohld (unterhalb der Kreisstraße 32).
Das Westenseegebiet ist während der Weichsel-Kaltzeit entstanden. Es ist von den Seen mit ihren Flachwasserbereichen und abwechslungsreichen Uferzonen, feuchten Uferwäldern und alten Buchenwäldern sowie feuchten Grünlandbereichen entlang der Wasserläufe geprägt. Im Naturschutzgebiet sind zahlreiche Vögel heimisch. So kommen hier verschiedene Tauchenten wie die Reiherente, Schellente, Blässhuhn, Zwergsäger, Hauben-, Schwarzhals- und Zwergtaucher vor. Die Schilfbereiche bieten u. a. Rohrdommel und Rohrweihe einen Lebensraum. Auch Eisvogel, Kiebitz, Schwarzkehlchen und Schwarzspecht kommen im Naturschutzgebiet vor. Der Seeadler ist in den naturnahen Wäldern heimisch.
In den Seen und Wasserläufen kommen verschiedene, teilweise sehr seltene Fischarten wie Ukelei, Aland, Güster und Steinbeißer ebenso vor wie Muscheln, darunter Fluss-, Bach-, Teich-, Maler- und Wandermuschel. Die Wiesen in der Niederung der Eider werden durch Mahd und extensive Beweidung gepflegt. Hier kommen u. a. Sumpfdotterblumen vor. Das Feuchtgrünland zwischen Ahren- und Westensee bietet z. B. Zittergras, Übersehenem Reitgras, Zweihäusiger Segge, Binsenschneide, Sumpfbaldrian und Kuckuckslichtnelke sowie den Orchideenarten Steif- und Breitblättrigem Knabenkraut einen Lebensraum.

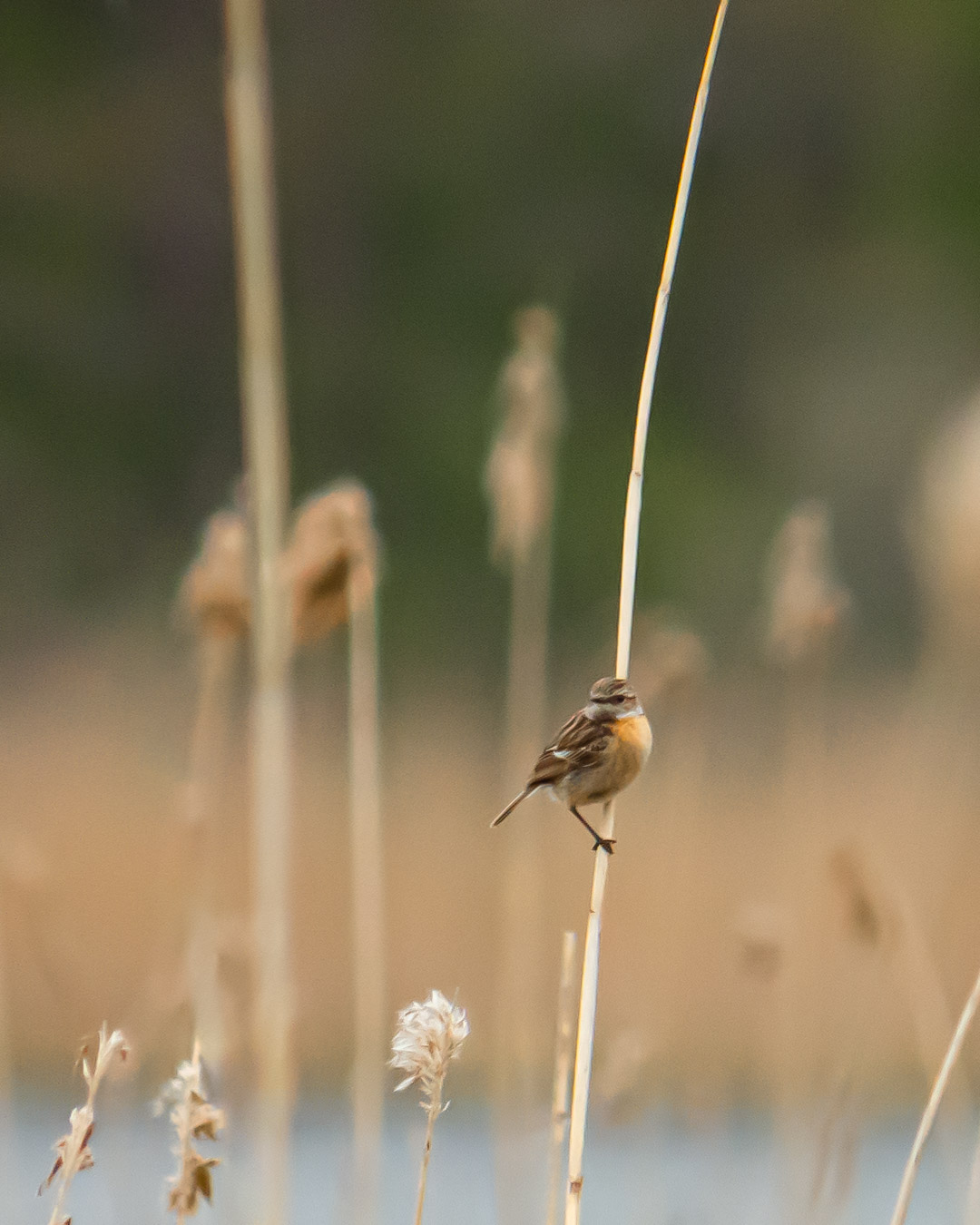
Weibliches Schwarzkehlchen im Schilf am Ahrensee

Das Naturschutzgebiet wird vom Landesverband Schleswig-Holstein des Bundes für Umwelt und Naturschutz Deutschland betreut. Ein Besucherleitsystem mit Infotafeln soll Störungen durch den Menschen im Naturschutzgebiet verhindern.